# Tisch School of the Arts
New York University Tisch School of the Arts (též Tisch School of the Arts, TNYU, TTSOA nebo Tisch) je newyorské soukromé vzdělávací centrum užitých a mediálních umění. Nachází se na Broadwayi (č.p. 721) v Manhattanu, New York City.

## Minulost
Tato vysoká škola, která spadá pod the New York University, byla založena 17. srpna 1965 a postupně se stala vzdělávací institucí pro umělce, odborníky a badatele v oblasti umění, performery a filmaře.
V roce 1974 v ní vznikl dramatický obor, který později expandoval do dalších studijních programů, mj. dramatické psaní, performanční studia, hudební kompozice pro drama, fotografie a grafika.
Škola své současné jméno získala až v roce 1985. Tehdy první děkan školy, David Oppenheim získal pro školu dar od Lauernce A. a Prestona Roberta Tischových. Dar ve výši 7,5 milionu dolarů umožnil renovaci broadwayské budovy, kde probíhá výuka většiny programů. Na uznání velkorysosti Tischovy rodiny byla škola přejmenována jako Tisch School of the Arts.

## Současnost
V roce 2007 byla otevřena, v rámci partnerství se Singapurskou vládou, asijskou pobočku v Singapuru.
V současnosti  má více umělců-absolventů pracujících v divadlech na Broadwayi než jakákoli jiná divadelní škola v USA.

## Možnosti studia

### Programy
Tischova škola umění nabízí celkem 17 různých programů v šesti oborech.

### Obory
- The Institute of Performing Arts
  - Graduate Acting Program
  - Graduate Musical Theatre Writing
  - Department of Dance
  - Department of Drama
    - Conservatory training
    - Theater studies
- Maurice Kanbar Institute of Film & Television
  - Department of Film and Television
  - Rita & Burton Goldberg Department of Dramatic Writing
  - Interactive Telecommunications Program
  - Department of Photography and Imaging
- The Clive Davis Institute of Recorded Music
- Skirball Center for New Media
- The NYU Game Center
- The Department of Art and Public Policy
- Tisch School of the Arts, Asia

### Tituly
Absolventi školy získají - podle svého programu - jeden z těchto titulů.
- Bachelor of Fine Arts (BFA),
- Bachelor of Arts (BA),
- Master of Fine Arts (MFA),
- Master of Arts (MA),
- Master of Professional Studies (MPS) a
- Doctor of Philosophy (PhD)

## V číslech
- rok založení: 1965
- studentů v první etapě: 3163
- postgraduálních studentů: 939
- akademický sbor: 265
- děkanka: Allyson Green
- stipendium: cca 49 tisíc dolarů

- 17 studentů TTSOA získalo cenu Akademie (Oscara).
- 14 studentů TTSOA získalo cenu Emmy
- 11 studentů TTSOA získalo cenu Tony

## Známí absolventi
Woody Allen,
Whoopi Goldbergová,
Anne Hathawayová,
Joel Coen,
Philip Seymour Hoffman,
Angelina Jolie,
Ang Lee,
Martin Scorsese,
Oliver Stone,
Alec Baldwin,
Billy Crystal,
James Franco,
Andy Samberg,
Idina Menzel,
Ethan Hawke,
Jim Jarmusch,
Lady Gaga,
Spike Lee,
Adam Sandler,
M. Night Shyamalan,
Haley Joel Osment.